# Mas Olivet (Maçanet de Cabrenys)
Mas Olivet és un mas a un quilòmetre del poble de Maçanet de Cabrenys (l'Alt Empordà). Està protegit com a bé cultural d'interès local.
És un mas de planta irregular, ja que s'han anat creant construccions que s'hi han anat adossant. La façana principal destaca per tenir dues alçades amb una coberta a dues aigües. L'aparell de la construcció és de pedruscall, però l'element més destacat és la porta d'accés, una porta d'arc de mig punt amb gran dovellatge a l'arc i grans carreus a la base. Les obertures que sorgeixen tant a la planta baixa com al pis, són carreuades amb grans carreus ben tallats. Les façanes laterals també mantenen el mateix tipus d'obertures, carreuades, però la façana posterior manté diverses construccions d'etapes diferents, com diverses estances utilitzades com a estables.